# Derry
Derry o Londonderry (in irlandese Doire; in ulster scots Derrie) è una città del Regno Unito, seconda per numero di abitanti dell'Irlanda del Nord e quinta di tutta l'isola d'Irlanda. Spesso è chiamata Maiden City ("città vergine").
La vecchia città cinta da mura è ubicata sulla riva occidentale del fiume Foyle, ma la città contemporanea si espande su entrambe le rive ed è collegata da vari ponti. Il distretto di Derry copre le aree rurali a sud est della città, che era anche il centro amministrativo e principale della vecchia contea di Londonderry.
Derry è vicina al confine con la Repubblica d'Irlanda ed è la città di riferimento per gran parte dell'Ulster occidentale.

## Nome

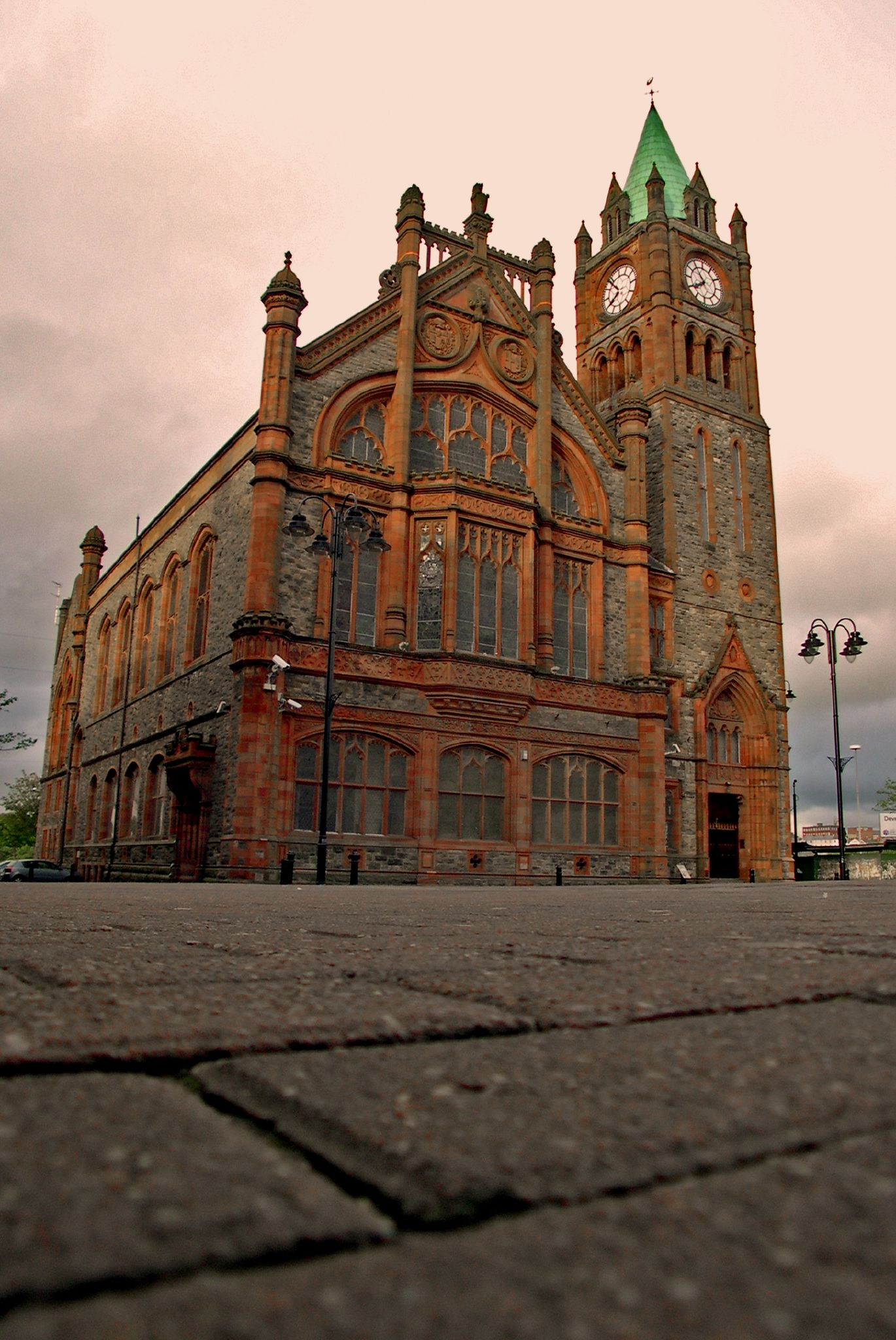
La Guildhall di Derry: sede municipale della città

Ufficialmente il nome della città è tornato a essere Derry dopo molte peripezie:
Il nome della città è soggetto a una disputa tra i nazionalisti (principalmente cattolici) e gli unionisti (in larga maggioranza protestanti). I nazionalisti chiamano la città Derry, dall'anglicizzazione del gaelico Doire che significa "bosco di querce" (querceto), e parte degli unionisti la chiamano Londonderry, nome adottato dai britannici nel 1613 posteriormente a una piantagione, con l'adozione di una Royal charter che ne sancì la denominazione, tutt'oggi ufficiale, a seguito di tentativi di ricostruzione urbana su imitazione di Londra.
Sebbene il Royal charter non sia mai stato modificato (e in atti ufficiali e mappe il nome della città risulti essere Londonderry) la situazione è complessa: la maggioranza degli abitanti infatti la chiama Derry e il consiglio di distretto è controllato da partiti nazionalisti che ne hanno ufficialmente cambiato il nome in Derry City Council. Anche altre organizzazioni molto importanti seguono l'indirizzo del Consiglio cittadino, per esempio il City of Derry Airport. Altre invece si mantengono in posizioni più caute, adottando la parola Foyle (dal fiume che percorre la città) o usando entrambi i termini (solitamente prima quello con il prefisso) in un discorso.

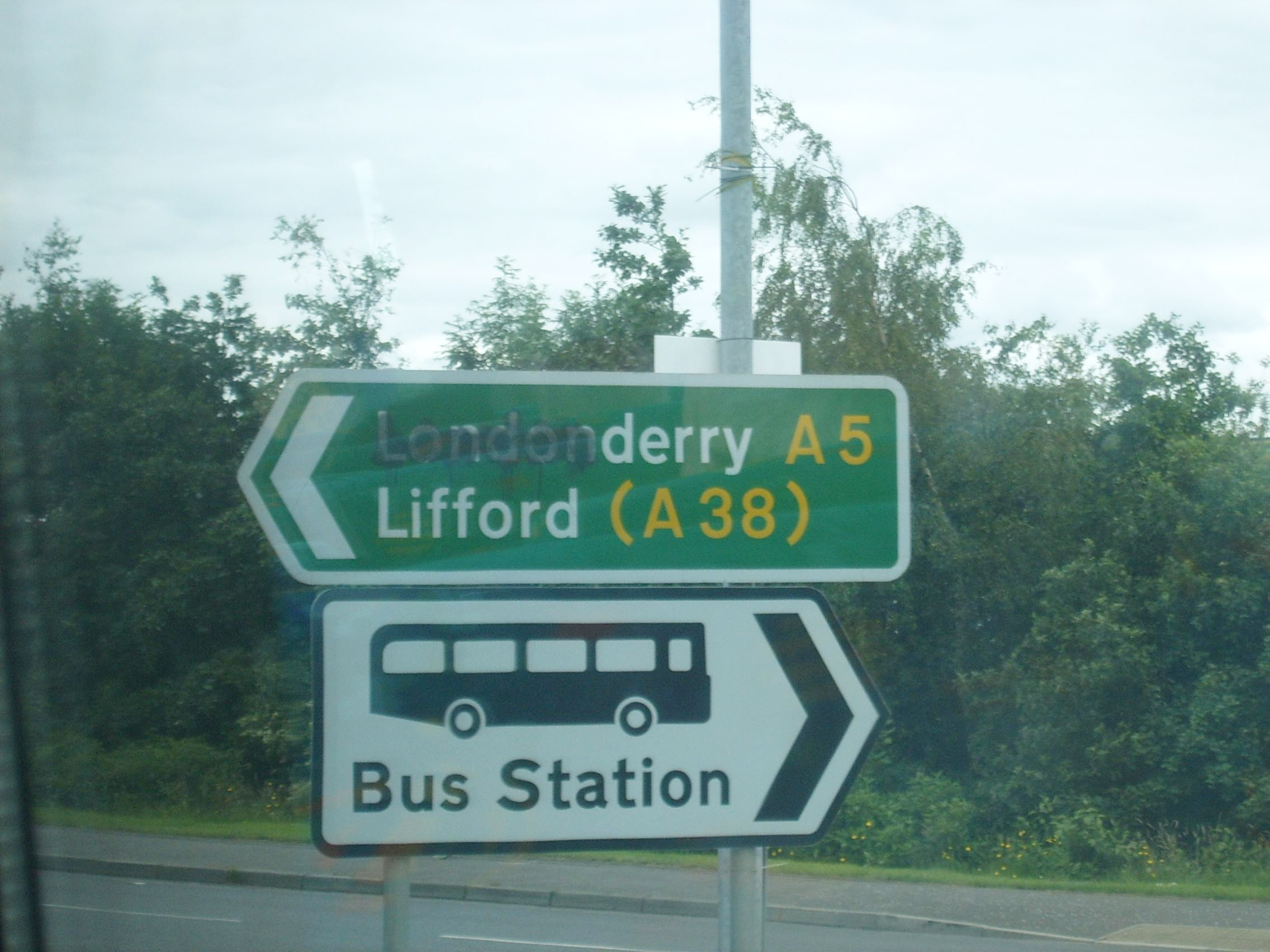
Un cartello per Derry con il prefisso "London" cancellato a Strabane, cittadina nordirlandese vicino al confine con la Repubblica

La situazione crea incomprensioni e disagi da molto tempo. Non è raro trovare cartelli pubblicitari o stradali oggetti di vandalismo, con la scritta London cancellata in alcuni casi, o aggiunta in altri. Un curioso aneddoto riguarda il conduttore radiofonico Gerry Anderson, che ironizzando sulla disputa propose di chiamare la città Stroke City (Derry/Londonderry in inglese si legge "Derry stroke Londonderry"): la popolazione, per tutta risposta, cominciò a chiamare il commentatore Gerry/Londongerry.
La città è soprannominata Maiden City ("Città Vergine") poiché le sue mura non furono mai penetrate durante l'assedio del 1688 – 1689: anche questo termine viene spesso impiegato per evitare disagi.
|  |

## Storia

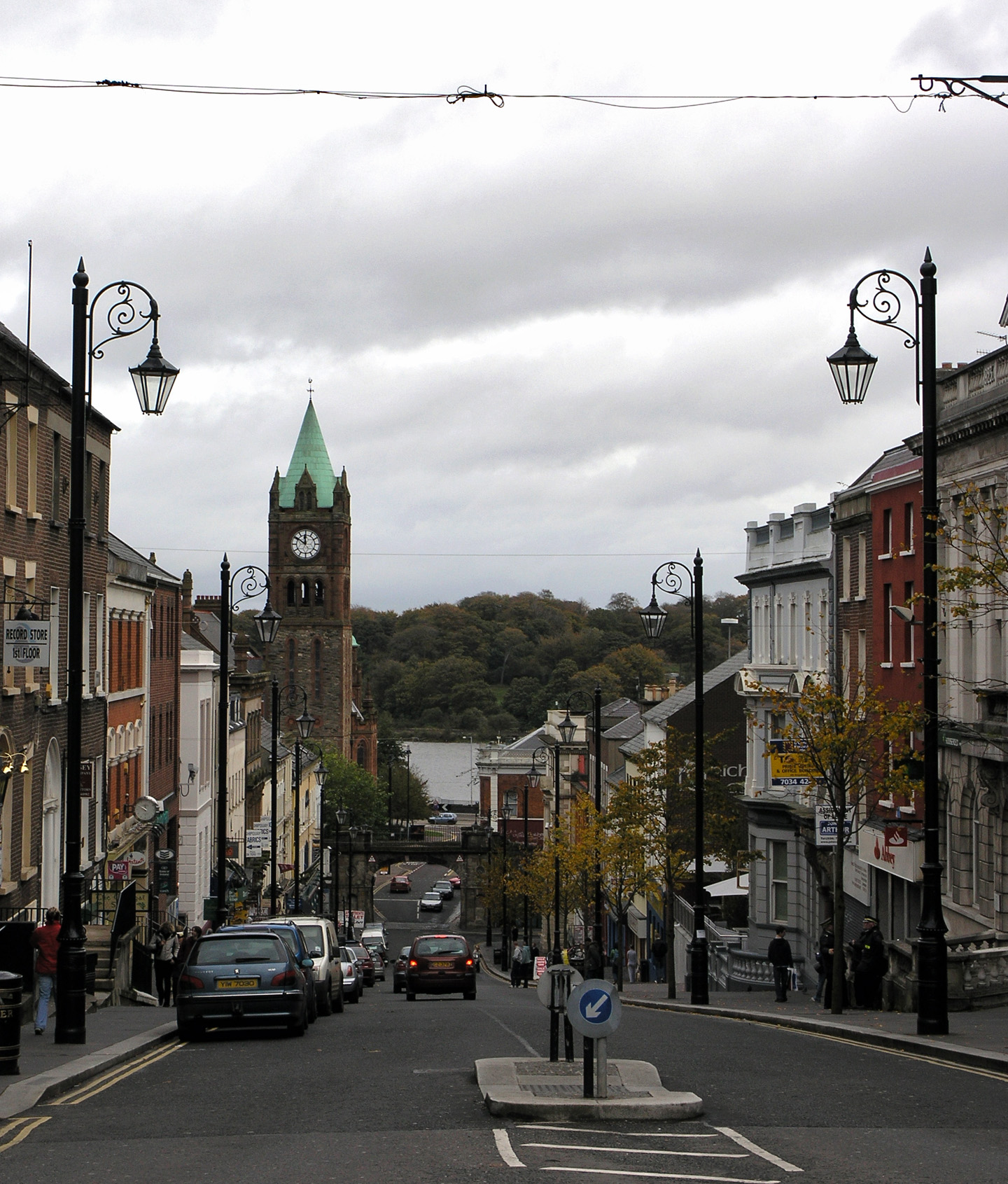
Shipquay Street
Una delle strade più famose e caratteristiche di Derry, in questa foto dal Guildhall verso il Foyle

Derry è una delle città più antiche d'Irlanda. I primi dati storici risalgono al VI secolo, quando un monastero fu fondato da San Columba nell'area occupata oggi da Derry, ma le aree circostanti erano insediate già da migliaia di anni.
I coloni britannici cominciarono ad arrivare, organizzati dalla The Honourable The Irish Society nel Seicento, durante le piantagioni dell'Ulster, e costruirono la cinta muraria di Derry sul luogo dell'insediamento preesistente.
La città ha vissuto alcuni degli avvenimenti più importanti della storia irlandese come l'assedio di Derry (1688–1689). 
Derry fu la prima città d'Irlanda nata da un progetto (planned city: città pianificata), la cui attuazione iniziò nel 1613. La costruzione delle mura richiese cinque anni di lavoro. Lo schema difensivo adottato per la città fu largamente replicato nelle colonie britanniche in Nordamerica.
L'assedio di Derry è commemorato annualmente dagli Apprentice Boys of Derry durante la settimana chiamata Maiden City Festival. La città odierna conserva lo schema viario originario, che si snoda dal Diamond al centro per quattro uscite principali (gates) - Bishop's Gate, Ferryquay Gate, Shipquay Gate and Butcher's Gate. Edifici storici all'interno delle mura sono il Guildhall e la Cattedrale di San Columba (St Columb's Cathedral), edificio gotico del 1633, la quale mostra questa iscrizione:
Tra il 1969 e il 1972 una parte della città mutò il suo status, autodichiarandosi zona "chiusa" per le forze britanniche e venne soprannominata Free Derry.
Il 30 gennaio 1972 avvenne la tristemente famosa Bloody Sunday ("domenica di sangue"). L'Associazione per i Diritti Civili dell'Irlanda del Nord (NICRA), capeggiata da Ivan Cooper, aveva organizzato una manifestazione pacifica nel corso della quale i paracadutisti dell'esercito britannico aprirono il fuoco "in modo ingiustificato e ingiustificabile", uccidendo tredici civili e ferendo a morte un'altra persona che sarebbe deceduta successivamente, mentre i feriti in totale furono sedici. L'evento segnò l'inizio dell'anno più terribile della storia dei Troubles (la cosiddetta "guerra a bassa intensità"), in cui morirono 472 persone. Fatto controverso al tempo fu l'operato del governo britannico, che non punì i responsabili, mentre la regina, addirittura, decorò il comandante dell'operazione, il colonnello Derek Wilford. 
Dopo venticinque anni Tony Blair ha riaperto un'inchiesta per fare luce sulla situazione: l'indagine ha portato a una condanna senza appello nei confronti della condotta tenuta in quella circostanza dall'esercito inglese, definita "ingiusta e ingiustificabile".
La violenza è andata attenuandosi fra la fine degli anni '80 e l'inizio degli anni '90. Il giornalista irlandese Ed Maloney afferma, in The Secret History of the IRA, che i leader repubblicani hanno negoziato un cessate il fuoco de facto in città già nel 1991. In ogni caso, la città ha visto meno spargimenti di sangue in quel tempo rispetto a Belfast o ad altre località, fino al cessate il fuoco del 1994.
Nel 2013 Derry è stata la prima "Città della Cultura" del Regno Unito, dopo aver ricevuto il titolo nel 2010.

## Economia
L'economia della città di Derry è notevolmente migliorata negli ultimi anni, soprattutto grazie alle nuove possibilità lavorative legate all'emergente settore terziario. Infatti sono molto diffusi gli stage e i soggiorni linguistici per studenti stranieri, che vengono ospitati nelle abitazioni dei cittadini. Inoltre non vi sono restrizioni per chi desidera recarsi nella confinante Repubblica d'Irlanda, facilitando quindi gli scambi commerciali fra il territorio nordirlandese di Derry, e quello della contea irlandese del Donegal. La base dell'economia resta comunque costituita dall'agricoltura e dall'allevamento. Gli scambi commerciali avvengono soprattutto con la repubblica d'Irlanda e con il Regno Unito. Per quanto riguarda la presenza di attività commerciali è da sottolineare la presenza del più grande centro commerciale nordirlandese, il Foyleside Shopping Centre, con più di quaranta negozi al suo interno.

## Società

### Evoluzione demografica
La Derry Urban Area (DUA), che include la città e i sobborghi vicini di Culmore, New Buildings e Strathfoyle, ha lo status di city in base ai dati del NI Statistics and Research Agency (NISRA) (popolazione superiore i 75 000 abitanti e altri parametri). Nel censimento del 29 aprile 2001 c'erano 90 736 persone abitanti nella contea di Londonderry, delle quali:
- il 27,0% avevano un'età minore ai 16 anni e il 13,4% sopra i 60
- il 48,3% della popolazione era di sesso maschile e il 51,7% femminile
- il 77,8% proveniva da un ambiente cattolico e il 20,8% da uno protestante
- il 7,1% delle persone tra 16 e 74 anni era disoccupata.

Per maggiori informazioni: NI Neighbourhood Information Service

## Cultura
La posizione su una zona di confine e la forte tradizione storica, a tratti drammatica, oltre che la contrastante situazione sociale, rendono Derry una città ricca a livello culturale sotto ogni aspetto, da quello artistico architettonico dello stile gotico a quello spontaneo e popolare dei murali, fino alle tante canzoni dedicate.
È stata scelta come "UK City of Culture 2013".

### Monumenti e luoghi d'interesse

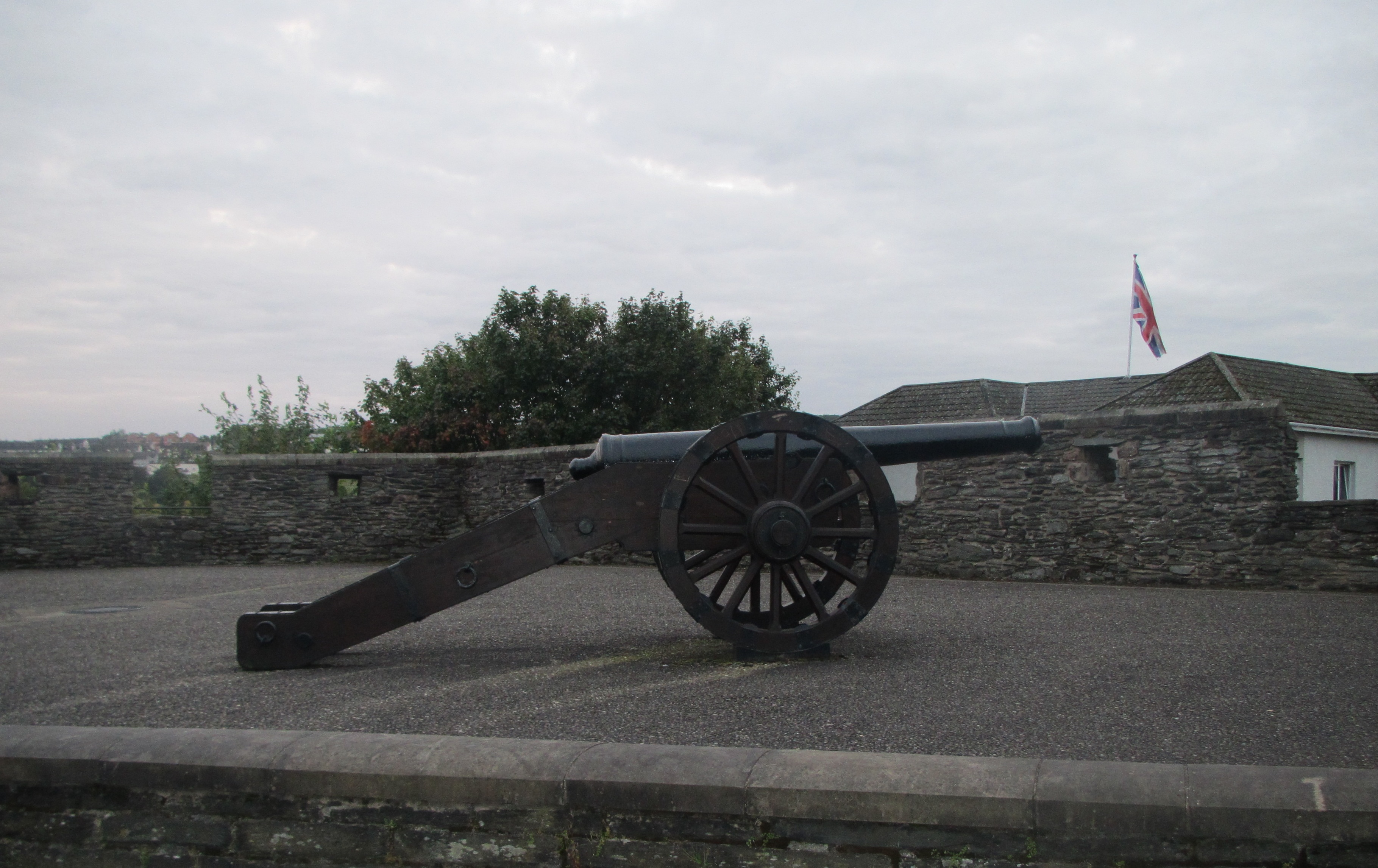
Le mura storiche di Derry con un cannone

Il turismo è un aspetto importantissimo per la città, grazie a numerosi musei e siti archeologici disseminati nella parte urbana e nelle zone circostanti. Uno dei progetti più importanti è il Walled City Signature Project, diretto ad assicurare fama alle mura cittadine a livello mondiale.
Altre attrazioni sono:
- Templemore Sports Complex, che ha ospitato gli European Boxing Championships
- Amelia Earhart - Centre And Wildlife Sanctuary
- Apprentice Boys Memorial Hall
- Murali del Bogside
- Grianan di Ailech
- Harbour Museum
- Museum of Free Derry Online
- Springhill House And Costume Collection
- St. Columb's Cathedral and Chapter House Museum
- Tower Museum
- Workhouse Museum
- Foyle Bridge - Secondo ponte più lungo in Irlanda.
- Craigavon Bridge - Unico esempio di ponte a due piani in Europa.

E a poca distanza dalla cittadina il "Mussenden Temple" e "Castlerock".
La festa di Halloween ha un ruolo importante a Derry ed è divenuta famosa in tutto il mondo aumentando l'afflusso di turisti nel periodo, essendo la mascherata promossa come la prima e più lunga in tutta l'Irlanda. Rimane in ogni caso la festività in strada più imponente dell'isola irlandese.

### Derry nella cultura di massa
A Derry è ambientata la serie tv Derry Girls, trasmessa su Channel 4 e distribuita anche su Netflix, che racconta le vicende di cinque giovani adolescenti con lo sfondo dei tumulti irlandesi del secolo scorso.

#### Derry nella musica
Moltissime canzoni, oltre che al Bloody Sunday in particolare, sono state dedicate alla città.
(U2, Sunday Bloody Sunday Archiviato il 6 agosto 2007 in Internet Archive.)
(Cruachan, "Bloody Sunday" Testo completo)
| «I was born in Londonderry I was born in Derry City too Oh what a special child To see such things and still to smile I know that there was something wrong But I kept my head down and carried on.» (The Divine Comedy "Sunrise" Archiviato il 27 novembre 2005 in Internet Archive.) «Well it was Sunday bloody Sunday When they shot the people there The cries of thirteen martyrs Filled the Free Derry air Is there any one amongst you Dare to blame it on the kids? Not a soldier boy was bleeding When they nailed the coffin lids!» (John Lennon and Yōko Ono Sunday Bloody Sunday Full lyrics) «In 1803 we sailed out to sea, Out from the sweet town of Derry, For Australia bound if we didn't all drown, And the marks of our fetters we carried...» (Bobby Sands "Back Home In Derry" Testo completo) | «It is old but it is beautiful, and its colours they are fine. It was worn at Derry, Aughrim, Enniskillen and the Boyne. My father wore it as a youth in bygone days of yore. And on the Twelfth I love to wear the sash my father wore» (Anon "The Sash") «...In the early morning the shirt factory horn called women from Creggan, the Moor and the Bog. While the men on the dole played a mother's role, fed the children and then trained the dogs. And when times got tough there was just about enough. But they saw it through without complaining. For deep inside was a burning pride in the town I loved so well. There was music there in the Derry air, like a language that we all could understand...» (Phil Coulter "The Town I Loved So Well" Full lyrics) «Oh gather round me bonny boys and a story i will tell. About the 'Battle of Bogside' i'm sure you know it well It was on the 12th of August in the summer of the year. When proudly I enlisted in the Bogside volunteers. When proudly I enlisted in the Bogside volunteers» (IRA, "Bogside Volunteer") «Venite tutti attorno che vi voglio raccontar la storia di quel giorno che m'andai ad arruolar era il dodici di agosto e Bogside era il quartier così fu che m'arruolai nei Bogside Volunteers» (Canzoniere del Proletariato "Volontari del Bogside") «We'll fight and don't surrender But come when duty calls With heart and hand and sword and shield We'll guard old Derry's Walls» (canzone tradizionale collegata agli Apprentice Boys of Derry) |

## Politica

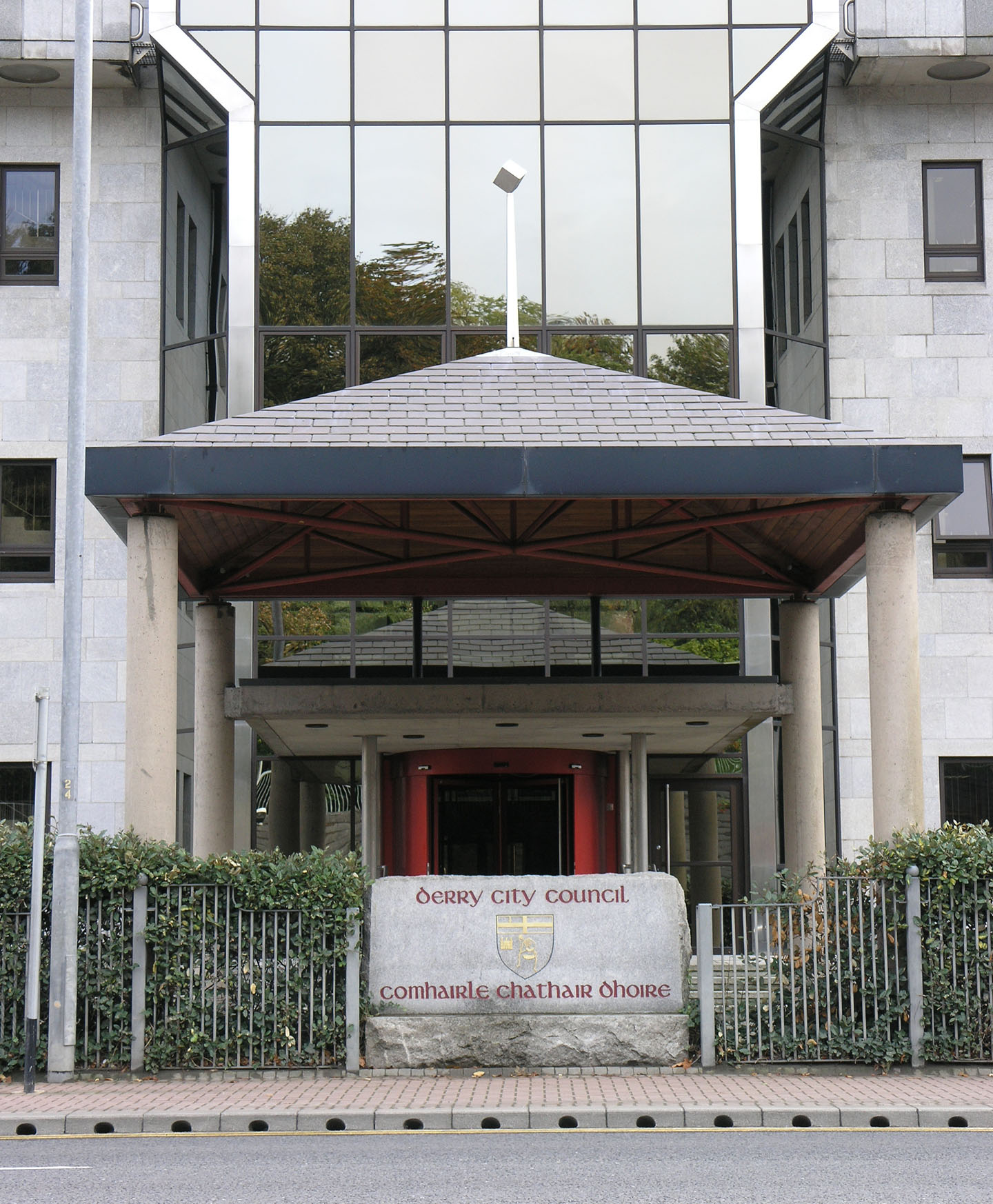
Derry City Council.

Derry è amministrata insieme all'intero omonimo distretto dal Derry City Council, la cui sede è situata in città
sulle sponde del Lough Foyle, a Strand Road. Il consiglio impiega circa 550 persone al servizio di una popolazione di circa 105 000.
Le elezioni, sin dal 1973 avvenute con il sistema elettorale voto singolo trasferibile, si tengono ogni quattro anni. Ogni anno, a giugno, al meeting annuale del concilio, i consiglieri eleggono un sindaco (Mayor) e un vicesindaco (Deputy Mayor).
Le aree elettorali soggette amministrative al Consiglio sono cinque:
- Cityside
- Northland
- Rural
- Shantallow
- Waterside.

Nel 2005 le elezioni hanno decretato questi risultato: 14 seggi al Partito Social Democratico e Laburista (SDLP), 10 al Sinn Féin, 5 al Partito Unionista Democratico (DUP), 1 al Partito Unionista dell'Ulster (UUP). L'attuale Mayor è il consigliere del Sinn Féin Lynn Fleming, il terzo di fila del proprio partito.

## Quartieri
La città di Derry si può dividere in tre parti: la piccola e antica cittadella murata, la sponda orientale e quella occidentale

### Sponda occidentale

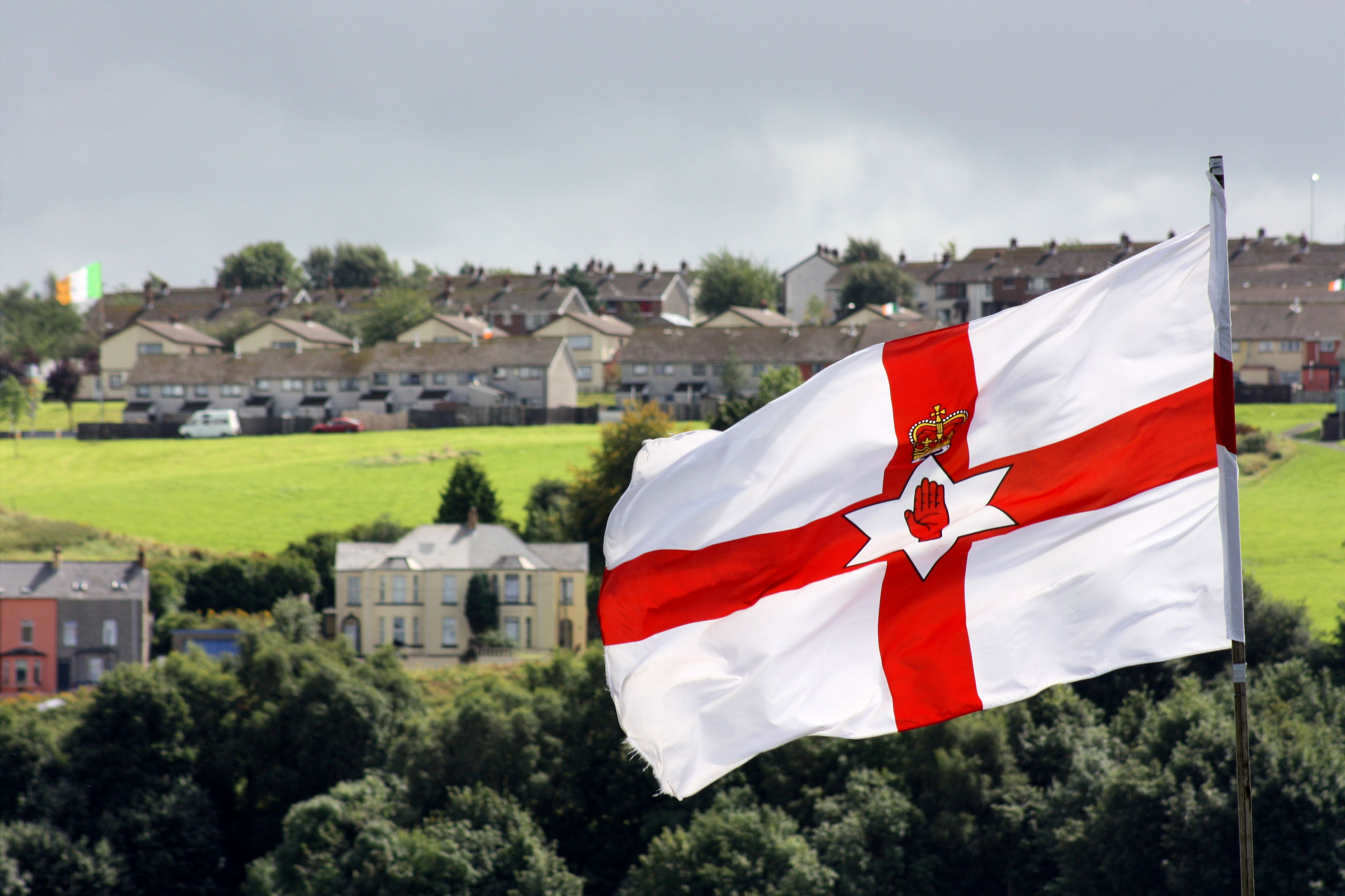
Una foto che simboleggia la divisione della città di Derry, e dell'Irlanda del Nord in generale: una bandiera dell'Irlanda del Nord sventola sul quartiere protestante di Fountain (in primo piano), mentre sullo sfondo si notano tricolori irlandesi sventolare sul quartiere cattolico di Creggan

- Bogside
- Brandywell
- Creggan
- Rosemount
- Foyle Springs
- Springtown
- Hazelbank
- Pennyburn
- Carn Hill
- Shantallow
- Galliagh
- Ballymagroarty
- Ballynagalliagh

### Sponda orientale
- Waterside
- Lisnagevlin
- Kilfennan
- Altnagelvin
- Gobnascale
- Caw
- Milltown
- Drumahoe
- Tullyally
- Prehen

## Sport

### Calcio
La squadra principale della città è il Derry City che ha vinto un campionato nordirlandese e due irlandesi. Vi ha sede inoltre l'Institute Football Club.